# Georg Grohé
Georg Friedrich Grohé (* 23. August 1846; † 6. Juni 1919 in Hambach) war Bürgermeister und Mitglied des Deutschen Reichstags.

## Leben

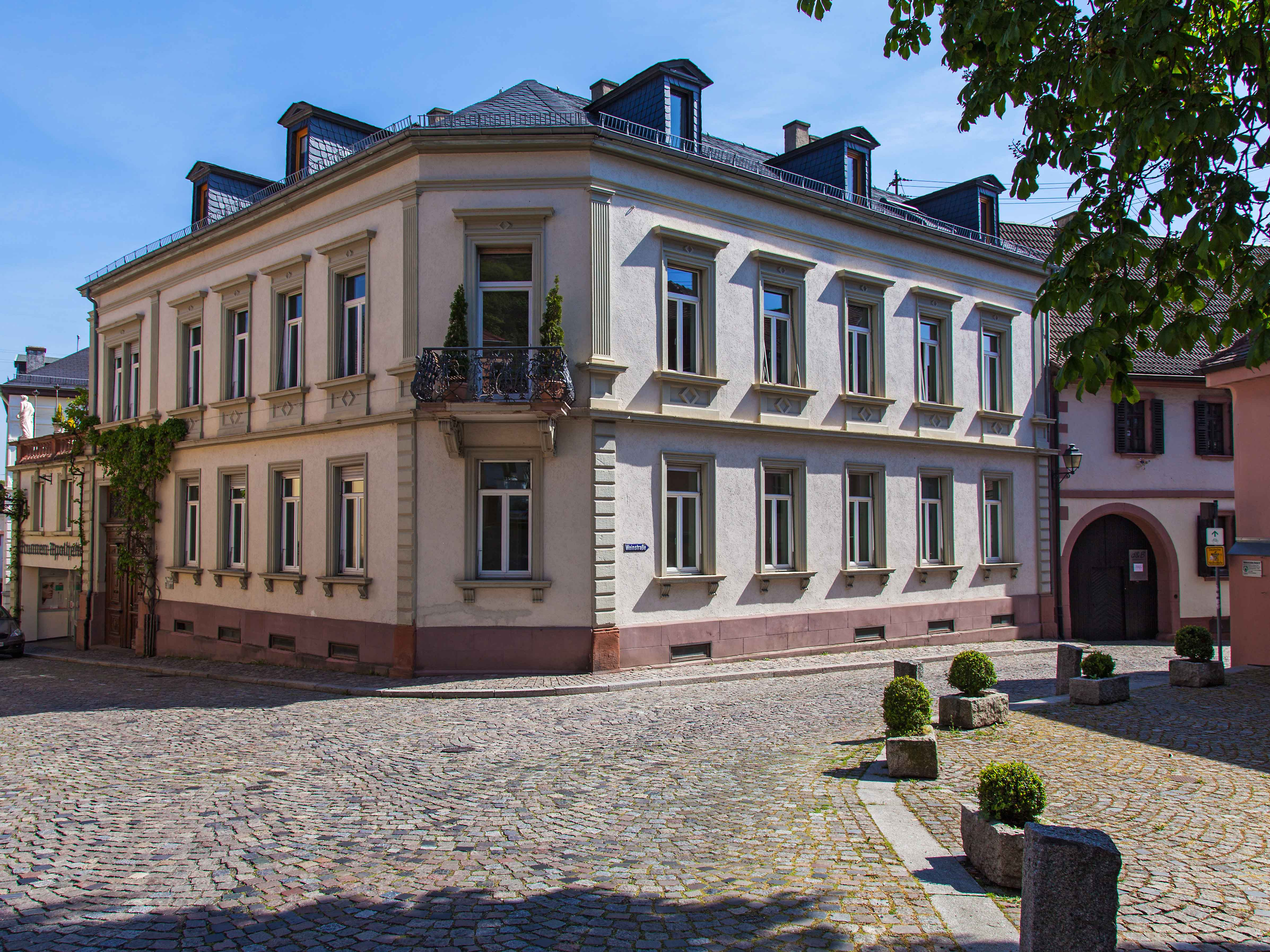
Gründerzeitliches Herrenhaus Grohé

Grohé war Gutsbesitzer und Weinhändler in Hambach an der Haardt, wo er 1884 das Gründerzeitliche Herrenhaus Grohé errichten ließ. Dort war er auch langjähriger Bürgermeister. Von 1884 bis 1887 war er Mitglied des Deutschen Reichstags für den Wahlkreis Pfalz 6 (Kaiserslautern, Kirchheimbolanden) und die Deutsche Volkspartei.